# NGC 1582
NGC 1582 ist ein Offener Sternhaufen vom Trumpler-Typ IV2p im Sternbild Perseus am Nordsternhimmel. Er hat einen Winkeldurchmesser von 24 Bogenminuten und eine Helligkeit von +7,00 mag.
Entdeckt wurde das Objekt am 7. Oktober 1788 von William Herschel.